# Jepri

Jepri representado como un hombre con cabeza de escarabajo.

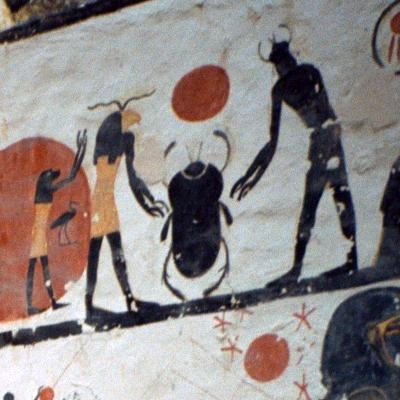
Jepri en la tumba de Ramsés IX.

Jepri (Khepri), el dios Sol, autocreado, símbolo de la vida eterna; era la imagen de la constante transformación de la existencia en la mitología egipcia. Su nombre significa "El que llega a ser (por sí mismo)". Fue representado como un escarabajo empujando al disco solar por el cielo. También como hombre con cabeza de escarabajo que, a veces, portaba un cetro uas y un anj.
No era el único dios Sol: Jnum era un dios de la noche, creador de un huevo del que surge la luz solar, Atum era el dios sol autocreado, Jepri era el dios solar del este o del amanecer y Ra el dios de la mañana, o el dios del sol en su apogeo.

## Mitología
Jepri (ḫprj) se deriva del verbo egipcio ḫpr, que significa 'llegar a ser', 'ser transformado', 'nacer' o 'crear'. Jeperu eran 'cambios' o 'transformaciones', y de ahí, Jepri, quien 'se transformó' o 'se creó'.
Jepri se transformaba a sí mismo cada mañana, renaciendo como nuevo Sol, por eso fue vinculado con Atum. Como símbolo de la vida eterna, era el Sol de la mañana, una manifestación del dios Ra. Según los Textos de las Pirámides la Tierra era un escupitajo del dios Jepri. 
Es el dios del amanecer, Ra el de la tarde y Jnum el de la noche, de los cuales era considerado hermano.
Simboliza el principio de las transformaciones que experimentan los seres vivos, desde que nacen hasta que mueren, incluso de su renacimiento si superaban las pruebas en la Duat (el Más Allá). También representaba la creación mítica de la Tierra.
La mitología de Jepri se conectaba con una creencia antigua sobre la sexualidad del escarabajo sagrado (ḫprr en egipcio). Como era común observar que estos insectos nacían de pelotas de estiércol, se llegó a creer que entre ellos no había hembras y que los machos se reproducían depositando su semen directamente sobre las heces. Plutarco, por ejemplo, lo refiere en su Moralia:

... pues no hay escarabajo hembra, sino que todos son machos. Se perpetúan depositando el esperma en el excremento, que modelan en forma de bola, disponiendo así no tanto un medio de alimentación como un lugar de generación
Plutarco, Isis y Osiris, 11

## Sincretismo
Se le vinculó con Atum, el dios Sol autocreado; también, a veces, como la manifestación de Ra al amanecer, y con Jnum, el dios carnero, y hasta lo vincularon con Jonsu, el dios lunar.

## Culto
Sus fiestas son las organizadas en honor de Ra y sus lugares de culto son donde era venerado Ra. El principal estaba en Iunu (Heliópolis), la capital religiosa del sol, cerca de El Cairo. 
Aunque no tenía templos propios, se instalaban escarabajos gigantes de piedra en algunos complejos templarios. Como en el caso de Karnak, donde cerca de su lago sagrado existía una capilla subterránea que representaba a la Duat (el inframundo). En un ritual secreto, la imagen de culto de Amón-Ra descendería a esta capilla de donde volvería transformada en Jepri, "quien emerge de la tierra". Esta estatua, dice la leyenda actual, que debe ser tocada por las mujeres para poder concebir, y a los turistas se les dice que tiene el poder de hacer realidad los deseos si se la rodeas tres veces.
El escarabeo, usado en los rituales funerarios, fue uno de los amuletos más populares del Antiguo Egipto.
| xpr · r | i | A40 |

| xpr · r | i | A40 |